# Keyshell Sánchez
Keyshell Sánchez (Limón, 12 de marzo de 1995) más conocido como Choliare es un cantante costarricense que también jugó fútbol y su último equipo fue Limón FC de la Primera División de Costa Rica.

## Trayectoria
Keyshell inició en las inferiores del equipo caribeño, pasó por las divisiones de LINAFA y en febrero de 2015 tuvo su debut con el primer equipo de Limón FC bajo las órdenes del técnico Kenneth Barrantes.
Tuvo su debut oficial el 14 de febrero de 2015 en una victoria de visitantes 1-4 ante Belén FC en el estadio Rosabal Cordero.

## Clubes
La siguiente tabla detalla los encuentros disputados y los goles marcados por Keyshell Sánchez en los clubes en los que ha militado.
| Club                  | Temporada           | Liga | Liga | Copas Nacionales * | Copas Nacionales * | Copas Internacionales ** | Copas Internacionales ** | Total | Total |
| Club                  | Temporada           | PJ   | G    | PJ                 | G                  | PJ                       | G                        | PJ    | G     |
| --------------------- | ------------------- | ---- | ---- | ------------------ | ------------------ | ------------------------ | ------------------------ | ----- | ----- |
| Limón FC · Costa Rica | 2014 - 2015         | 3    | 0    | 0                  | 0                  | 0                        | 0                        | 3     | 0     |
| Limón FC · Costa Rica | Total               | 3    | 0    | 0                  | 0                  | 0                        | 0                        | 3     | 0     |
| Total en su carrera   | Total en su carrera | 3    | 0    | 0                  | 0                  | 0                        | 0                        | 3     | 0     |